# Claire Lee Chennault
Claire Lee Chennault (6. září 1890 – 27. července 1958) byl americký letec působící v jednotce Létající tygři u Letectva Čínské republiky během 2. světové války. Proslul i přelomovými myšlenkami v taktice leteckých bojů.

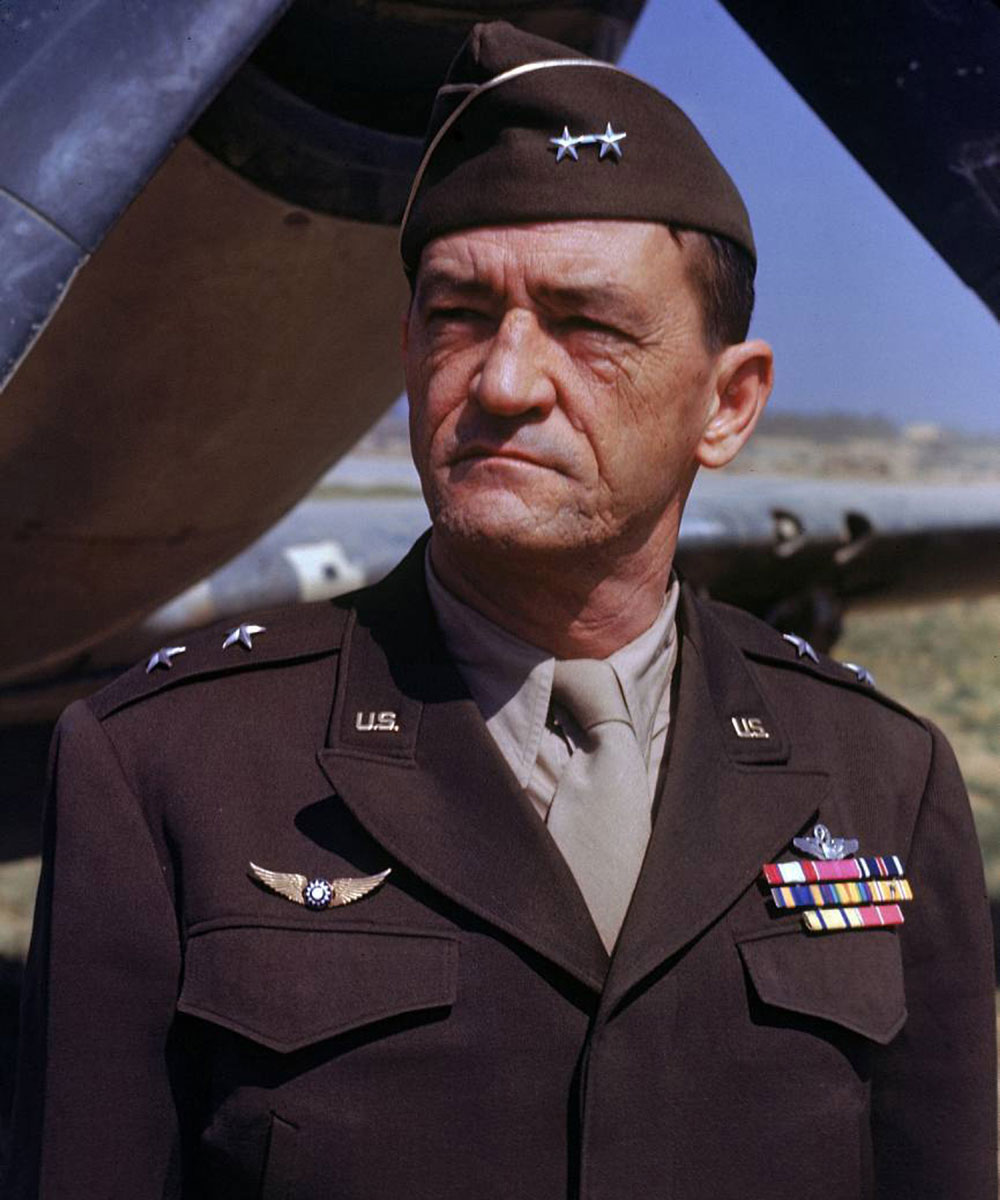
Claire Lee Chennault

## Život

### Mládí a studia
Narodil se jako syn pěstitele bavlny ve Spojených státech, ve městě Commerse, státě Texas. V mládí studoval obor agrikultura na Louisiana State University. Později přestoupil na Louisiana State Normal School. Po jeho studiích pracoval jako sportovní kouč na základní škole a brzy na to se oženil se svou první ženou Nell Thompson, Američankou s Britskými předky, se kterou se seznámil na promoci.Narození jeho prvních dvou dětí jej přimělo dívat se po lepší práci. V roce 1914 obdržel diplom z obchodní akademie v New Orleans. V roce 1915 však dostal obdobnou práci asistenta sportovní výchovy v Louisville, Kentucky.

## Vojenská kariéra

### Počátky vojenské kariéry
V roce 1917 Claire Lee Chennault narukoval do armády. Po obdržení základního výcviku ve státě Indiana se stal leteckým signalistou. Po skončení první světové války bylo jeho místo v kanceláři a obdržel hodnost poručíka. Díky dobrým vztahům Instruktor Ernest M. Allison plní sen Claire L. Chennaulta a učí jej létat. V dubnu 1920 dochází k demobilizaci a Claire L. Chennault opouští na krátkou dobu armádu. V září téhož roku je povolán zpět do aktivní služby jako první poručík v americkém letectvu. Ovšem opět jej čeká zklamání, je převelen do Texasu, kde až do listopadu 1921 působí na postu finančního úředníka.

### Vůdčí schopnosti
K prvnímu odrazovému bodu jeho kariéry dochází v létě roku 1923, když je mu svěřeno velení 19. Stíhací skvadry na Havaji. Během tohoto působení se projevil jako schopný bojový pilot a objevují se jeho první ambice pro vývoj nových bojových formací leteckých soubojů.

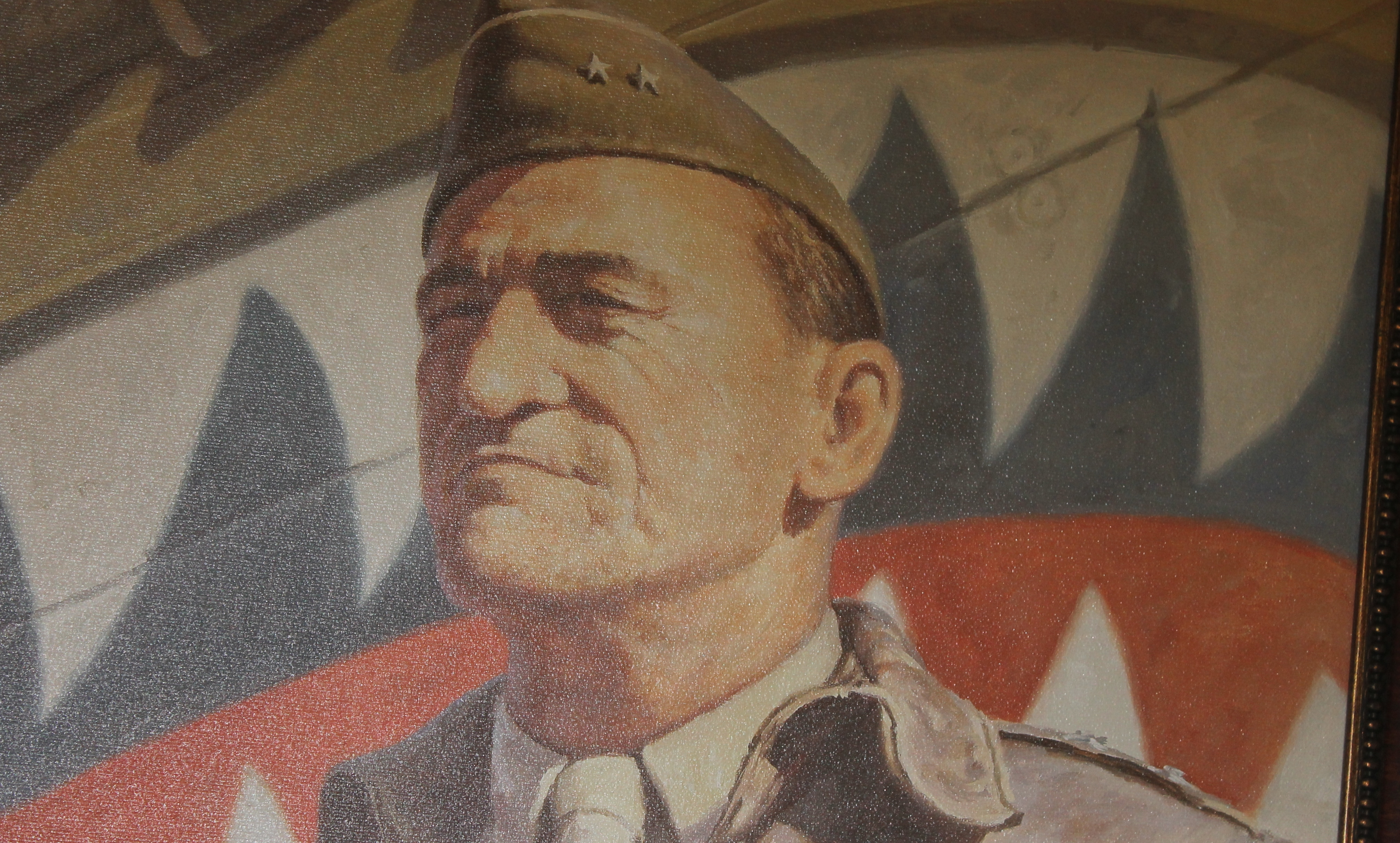
Claire Lee Chennault v Chennault Aviation and Military Museum ve městě Monroe, Los Angeles, U.S.

V dubnu 1929 je Claire L. Chennault přijat do letecké základny Brooks v Texasu a je jmenován kapitánem. Byl pověřen řízením letek dle svého výzkumu, tedy v dvojitých a trojitých formacích. Neměl možnost piloty ve formacích řídit prakticky i v boji, čímž se jeho teorie nerozvíjí. Neupoutal jimi širší zájem a byly navíc opovrhovány staršími letci. Rozvíjí je později se svými blízkými kolegy a poté o svých taktikách píše knihu. Následuje několikaletý odchod z armády.

### Před Létajícími tygry
Celých 8 let se Claire Lee Chennault věnuje letecké akrobacii se svými dvěma společníky Lukem Williamsonem a Billy McDonaldem. Jedno z akrobatických představení navštíví i generál Letectva Čínské republiky Mao Bang. Na jaře 1937 dostává Chennault pevnou nabídku od vůdce Čínské republiky Čankajška, který potřebuje schopného a zkušeného letce pro vedení svého letectva. Chennault s tímto postem přijímá i hodnost plukovníka v Letectvu Čínské republiky. Zprvu odlétá roku 1938 do Kchun-mingu vycvičit čínské letce po americkém vzoru. Avšak Letectvo Čínské republiky nemělo dostatečné vybavení ani zkušené piloty pro svůj provoz.
V této době prezident Spojených států Franklin Delano Roosevelt již hledal způsob, jak působit v Číně na úkor Japonsku. V roce 1940 na základě tajné dohody o působení amerických letců na území Číny a za pomoci bratra Čankajškovy ženy, žijícího ve Washingtonu D. C., bylo Claire Lee Chennaultovi povoleno přemístění do Číny se 100 kusy stíhačů P-40B, původně určených pro Velkou Británii. Chennaultem bylo následně vybráno 300 pilotů, kteří se svým působením stali symbolem americké síly v Asii.

### Létající tygři
Jsou 1. Americkou dobrovolnickou letkou známější pod názvem Létající tygři. Letecká jednotka, kterou Claire Lee Chennault zbudoval ještě před vstupem USA do války s Japonskem.Byla tvořena americkými letci, kteří dobrovolně vstoupili do Letectva Čínské republiky v období druhé čínsko-japonské války. Do svého prvního boje se jednotka dostává 20. prosince 1941 nad Kchun-mingem. Claire Lee Chennault aktivně využíval svých taktik dvojitých a trojitých formací letek, které úspěšně překvapily Japonské letectvo.

#### Složení
- 1. stíhací peruť „Adam and Eve“, později 76. stíhací peruť 23. stíhací skupiny USAAF
- 2. stíhací peruť „Panda Bears“, později 75. stíhací peruť 23. stíhací skupiny USAAF
- 3. stíhací peruť „Hell's Angels“, později 74. stíhací peruť 23. stíhací skupiny USAAF

## Rodina

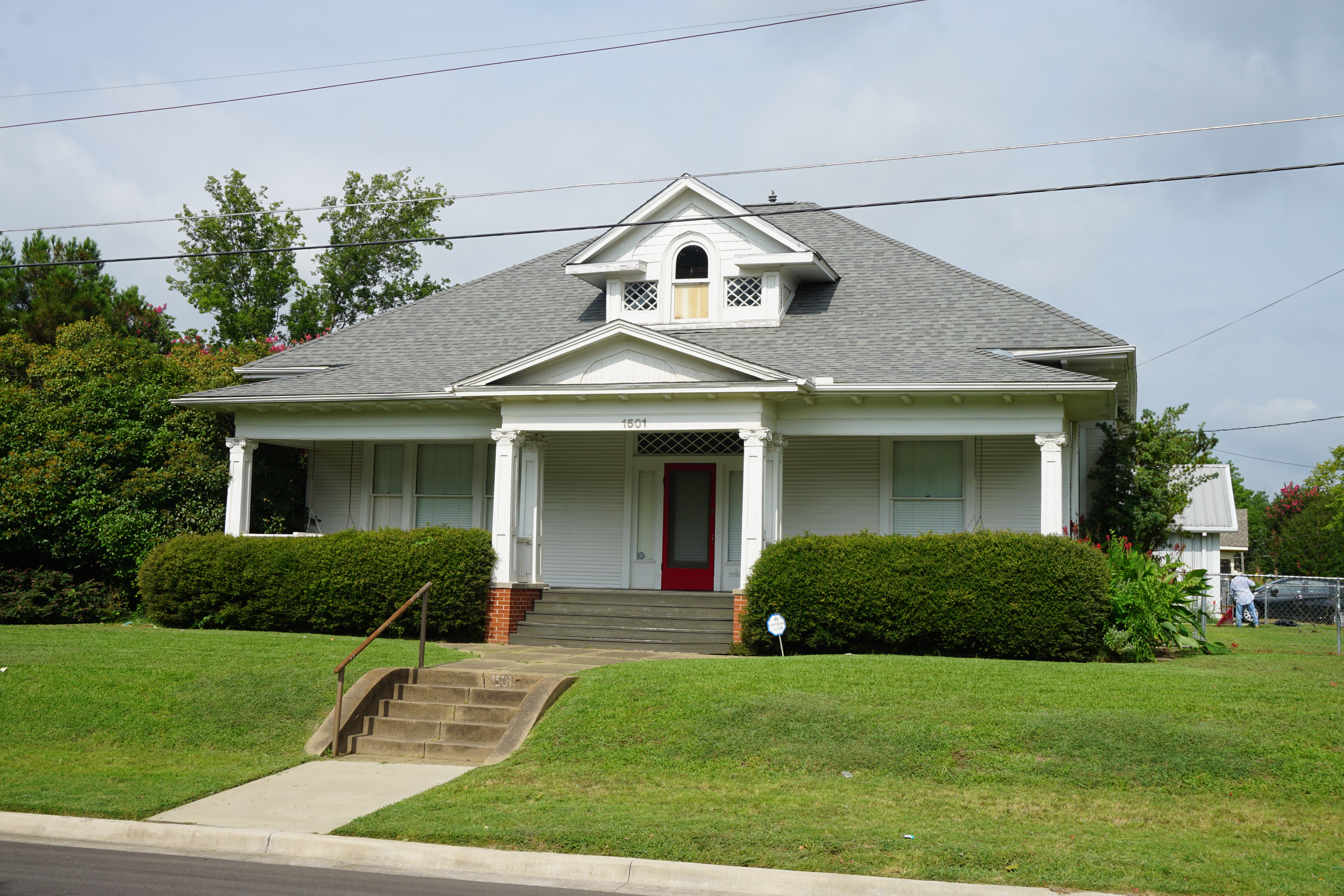
Rodný dům v Commerce, Texas.

Za svůj život se oženil dvakrát a měl celkem deset dětí. S první manželkou Nell Thompsonovou jich měl osm, a to pl. des. John Stephen Chennault, USAF Ret.(1913–1977), Max Thompson Chennault (1914–2001), Charles Lee Chennault (1918–1967), Peggy Sue Chennault Lee (1919–2004), Claire Patterson Chennault (24. listopad, 1920 – 3. říjen, 2011), David Wallace Chennault (1923–1980), Robert Kenneth Chennault (1925–2006), and Rosemary Louise Chennault Simrall (27. září, 1928 – 25. srpen, 2013).
Jeho dvě dcery z druhého manželství s Čchen Siang-mej jsou Claire Anna Chennault (narozena v únoru 1948) a Cynthia Louise Chennault (narozena 1950). V roce 1894 stát Louisiana schválil zákon o zákazu sňatků mezi různými rasami, Chennault tak byl svým právníkem informován o ilegálnosti jeho sňatku s Čchen Siang-mej.

## Po válce

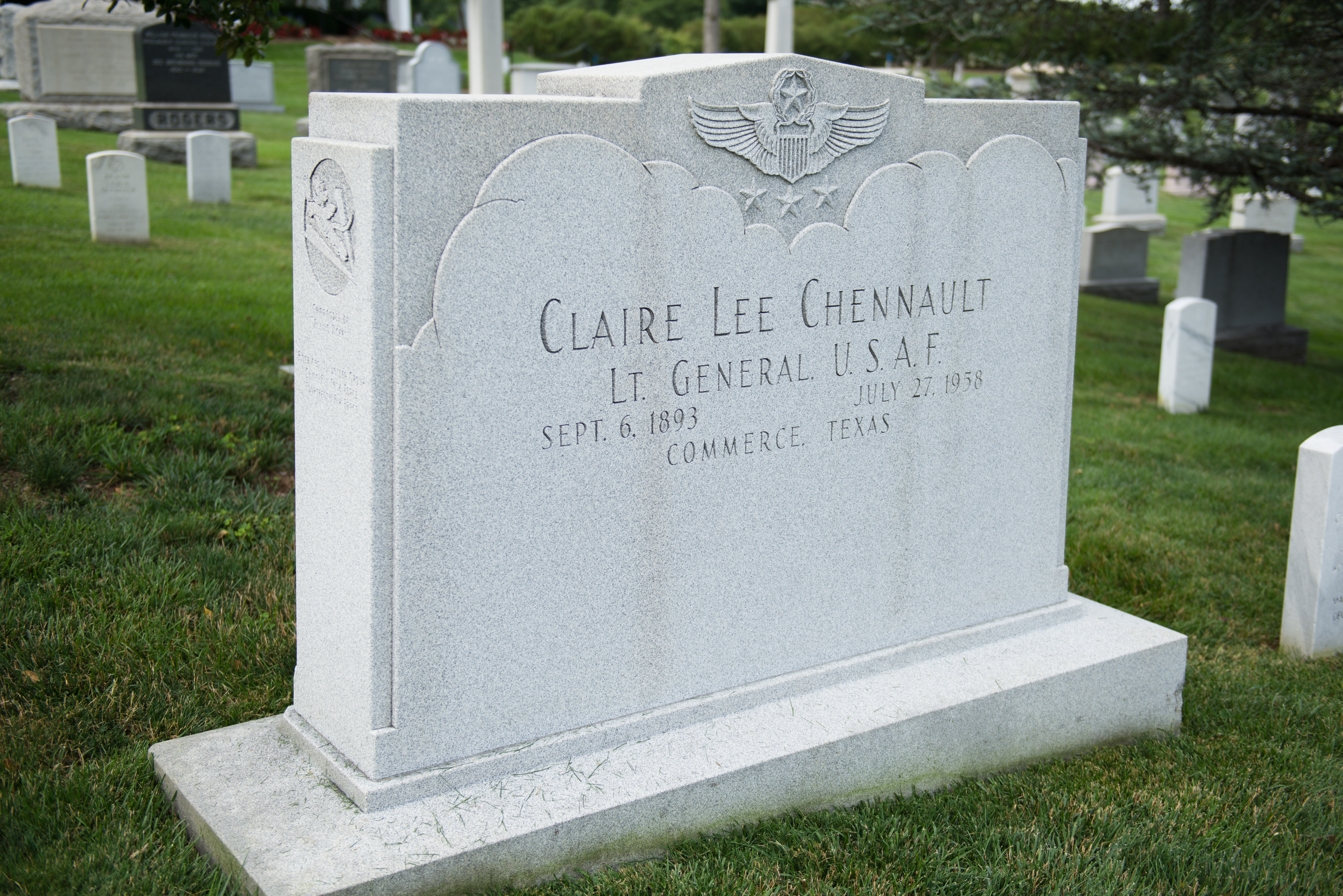
Náhrobní kámen Claire L. Chennaulta na Arlingtonském národním hřbitově.

I přes vybudovaný silný vztah k Číně srdcem stále sloužil americké armádě. V roce 1949 sepsal článek o čínské občanské válce, kde urguje své nadřízené, aby aktivně pracovali na boji s komunismem v Asii. Upozorňuje i na problémy mocenských pohybů v Asii a působení Sovětského svazu.
Později kritizoval administrativu prezidenta Trumana pro zbrojní embargo jako klíčový faktor ztráty morálky Čankajškovy armády.
V roce 1949 vydal své memoáry Cesta bojovníka, ve kterých popisuje svůj život.
Roku 1957 mu byla diagnostikována rakovina plic, vydal se tak se svou manželkou naposledy do Evropy, 1958 se zúčastnili oslav na Tchaj-wanu. Do Spojených států se vracel již velmi zesláblý. 18. července je slavnostně povýšen na generálporučíka a o 9 dní později, 27. července 1958 v New Orleans své nemoci podléhá.